# وماض

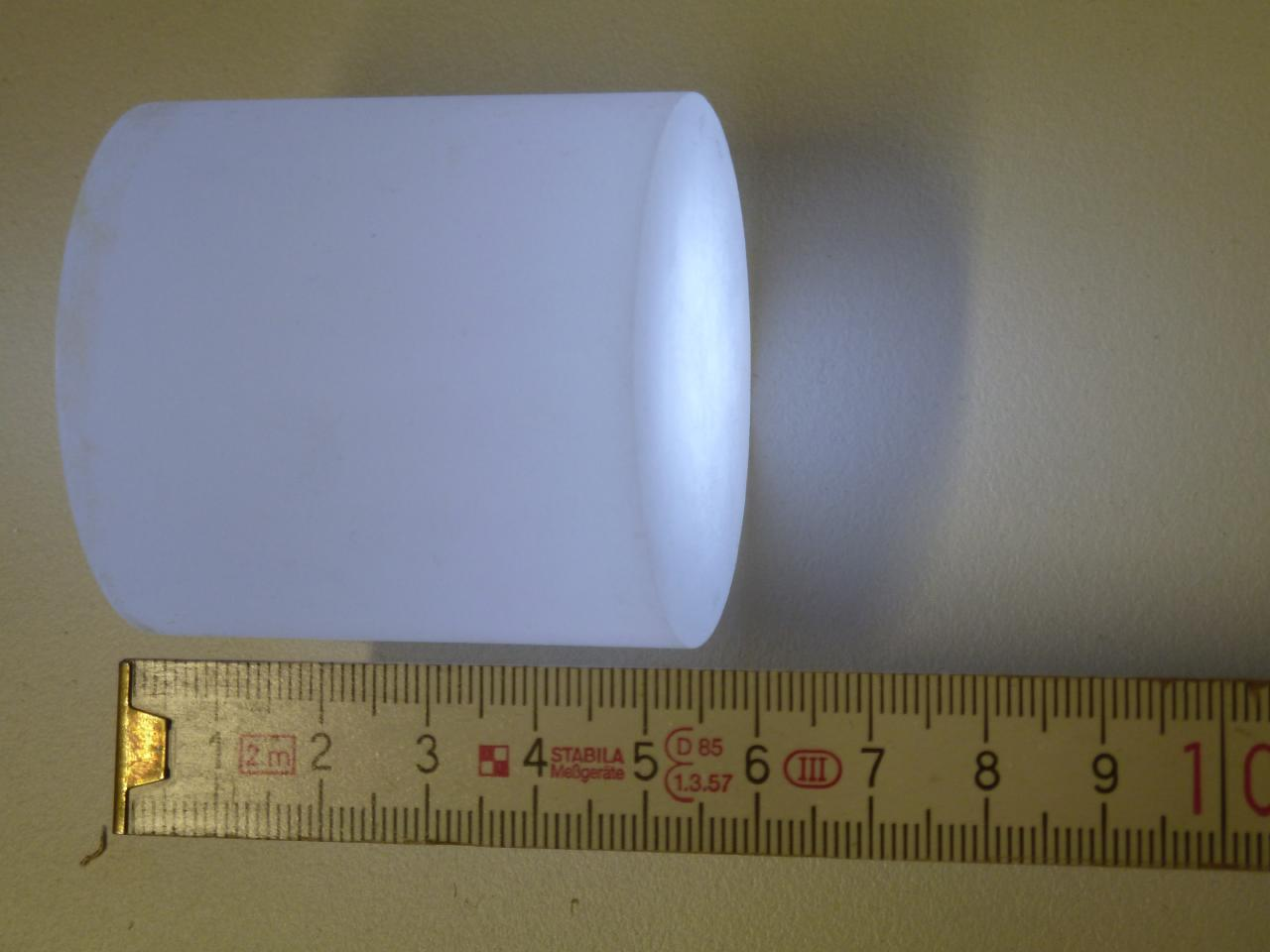
بلورة مفردة من يوديد السيزيوم CsI والتي تستخدم في تركيب الوماض للكشف عن أشعة غاما.

الومّاض  هو أي جسم يظهر أو يبدي خاصة الوميض وذلك عندما تتعرض جزيئاته إلى اصطدام من جسيمات أخرى حاملة للطاقة مثل الفوتونات أو الإلكترونات أو غيرها، مما يؤدي إلى إثارتها وتعمل إلى إعادة إصدار الطاقة الممتصة على هيئة ضوء.

## اقرأ أيضاً
- وميض
- ضيائية
- فلورية